# بیانکا هانتر
بیانکا هانتر (به انگلیسی: Bianca Hunter) (زاده ۲۰ سپتامبر ۱۹۶۹) بازیگر آمریکایی است.
از کارهای معروف او می‌توان به بازی در فیلم‌های ستوان بد، لگد به سر، دیوارهای چلسی و مشت‌زن اشاره کرد.